# Адміністративний устрій Таращанського району
Таращанський район Київської області до його ліквідації у 2020 році складався із 1 міської та 23 сільських рад, які об'єднували 35 населених пунктів і були підпорядковані Таращанській районній раді. Адміністративним центром району було місто Тараща.

## Список радТаращанського району
| №  | Назва                           | Центр               | Населені пункти                  | Площа км² | Місце за площею | Населення (2001), осіб. | Місце за населенням |
| -- | ------------------------------- | ------------------- | -------------------------------- | --------- | --------------- | ----------------------- | ------------------- |
| 1  | Таращанська міська рада         | м. Тараща           | м. Тараща                        |           |                 |                         |                     |
| 2  | Великоберезянська сільська рада | с. Велика Березянка | с. Велика Березянка              |           |                 |                         |                     |
| 3  | Великововнянська сільська рада  | с. Велика Вовнянка  | с. Велика Вовнянка               |           |                 |                         |                     |
| 4  | Веселокутська сільська рада     | с. Веселий Кут      | с. Веселий Кут                   |           |                 |                         |                     |
| 5  | Володимирівська сільська рада   | с. Володимирівка    | с. Володимирівка с. Червоні Яри  |           |                 |                         |                     |
| 6  | Дубівська сільська рада         | с. Дубівка          | с. Дубівка с. Мала Вовнянка      |           |                 |                         |                     |
| 7  | Калиновецька сільська рада      | с. Калинове         | с. Калинове                      |           |                 |                         |                     |
| 8  | Кирданівська сільська рада      | с. Кирдани          | с. Кирдани                       |           |                 |                         |                     |
| 9  | Кислівська сільська рада        | с. Кислівка         | с. Кислівка с. Буда              |           |                 |                         |                     |
| 10 | Ківшоватська сільська рада      | с. Ківшовата        | с. Ківшовата с. Маковецьке       |           |                 |                         |                     |
| 11 | Косяківська сільська рада       | с. Косяківка        | с. Косяківка с. Антонівка        |           |                 |                         |                     |
| 12 | Крив'янська сільська рада       | с. Крива            | с. Крива                         |           |                 |                         |                     |
| 13 | Крутогорбівська сільська рада   | с. Круті Горби      | с. Круті Горби                   |           |                 |                         |                     |
| 14 | Лісовицька сільська рада        | с. Лісовичі         | с. Лісовичі с. Потоки            |           |                 |                         |                     |
| 15 | Лук'янівська сільська рада      | с. Лук'янівка       | с. Лук'янівка с. Малоберезанське |           |                 |                         |                     |
| 16 | Лучанська сільська рада         | с. Лука             | с. Лука                          |           |                 |                         |                     |
| 17 | Плосківська сільська рада       | с. Плоске           | с. Плоске                        |           |                 |                         |                     |
| 18 | Ріжківська сільська рада        | с. Ріжки            | с. Ріжки                         |           |                 |                         |                     |
| 19 | Салиська сільська рада          | с. Салиха           | с. Салиха                        |           |                 |                         |                     |
| 20 | Северинівська сільська рада     | с. Северинівка      | с. Северинівка с. Красюки        |           |                 |                         |                     |
| 21 | Станишівська сільська рада      | с. Станишівка       | с. Станишівка с. Мала Березянка  |           |                 |                         |                     |
| 22 | Степківська сільська рада       | с. Степок           | с. Степок с. Бовкун              |           |                 |                         |                     |
| 23 | Чернинська сільська рада        | с. Чернин           | с. Чернин с. Улашівка            |           |                 |                         |                     |
| 24 | Юшківорізька сільська рада      | с. Юшків Ріг        | с. Юшків Ріг                     |           |                 |                         |                     |

* Примітки: м. — місто, смт — селище міського типу, с. — село, с-ще — селище